# Rheingau (Weinanbaugebiet)
| Weinlese, im Hintergrund das Niederwalddenkmal |                           |
| Daten                                          |                           |
| Weinbaugebiet:                                 | Rheingau                  |
| Bundesland:                                    | Hessen                    |
| Weinanbau seit:                                | mind. 8. Jahrhundert      |
| Fläche:                                        | 3211 Hektar (2018)        |
| Weinproduktion:                                | 276.294 hl (2008)         |
| Anteil Prädikatswein:                          | ca. 35,9 %                |
| Anteil Qualitätswein:                          | ca. 64,1 %                |
| Website:                                       | Rheingauer Weinbauverband |
| Karte                                          |                           |
| Deutsche Weinanbaugebiete                      |                           |

Der Rheingau ist nach § 3 Abs. 1 Nr. 9 Weingesetz eines von 13 Anbaugebieten für Qualitätswein in Deutschland. Es erstreckt sich hauptsächlich westlich des Rheinknies bei Wiesbaden auf einem schmalen Streifen zwischen dem hier nach Westen fließenden Rhein und den nördlich davon gelegenen Höhen des Taunus, schließt aber auch die Rebflächen in Wiesbaden und am nördlichen Mainufer zwischen Flörsheim und der Mainmündung ein.
Das Gebiet hat eine Fläche von ca. 3200 ha, auf der vorwiegend die Rebsorte Riesling angebaut wird.

## Geographie

### Lage
Im Rhein-Main-Gebiet reihen sich nördlich von Rhein und Main und südlich des Taunus die Weinorte von Lorchhausen im Westen bis Frankfurt am Main mit dem Lohrberger Hang im Osten. Hinzu kommt der nördlichste Weinberg Hessens, der Böddiger Berg in Felsberg an der Eder. Damit ist das als Rheingau bezeichnete Weinanbaugebiet größer als der Rheingau im geographischen und historischen Sinne.
Das Anbaugebiet erweiterte sich auf das linke Mainufer, als 1980 in der ehemaligen Weinstadt Rüsselsheim durch Oberbürgermeister Storsberg mit Hilfe des Rheingauer Weinbauverbandes ein Gedächtnisweinberg angepflanzt wurde. An historischer Stätte an der Südseite der Festung erinnert er an die erste Erwähnung des Rieslings 1435 in den Regesten des Grafen Johann von Katzenelnbogen.
Die Rebflächen sind:
| - Eltville am Rhein - Frankfurt am Main - Felsberg - Flörsheim am Main - Geisenheim - Hochheim am Main | - Kiedrich - Lorch - Lorchhausen - Oestrich-Winkel - Rüdesheim am Rhein - Walluf - Wiesbaden |

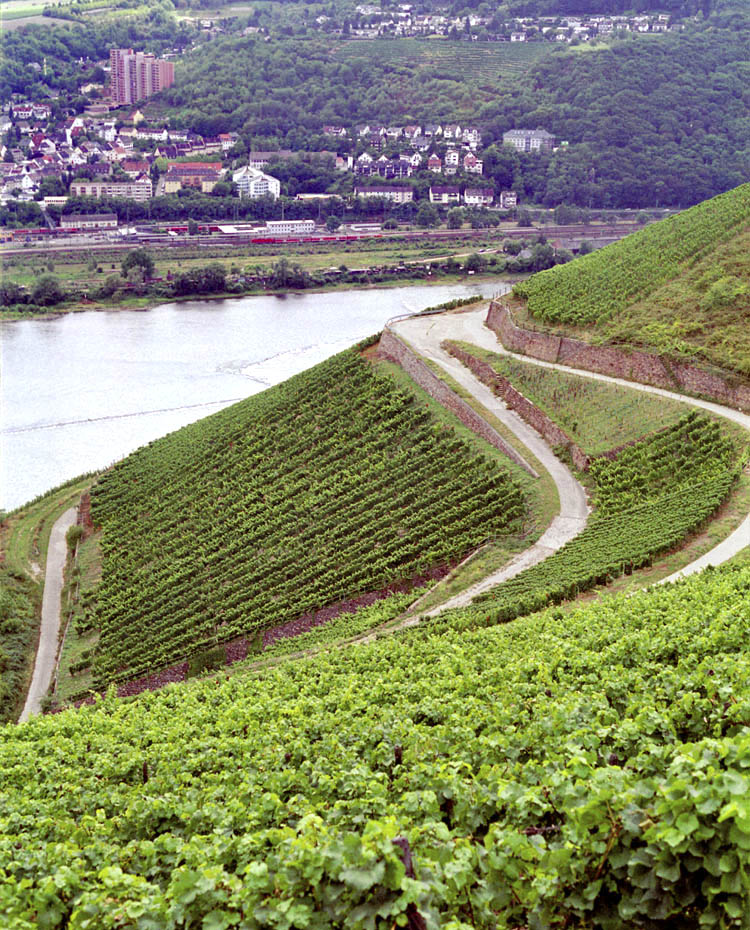
Rüdesheimer Berg Schlossberg

Sie bilden das bestimmte Anbaugebiet für Qualitätswein Rheingau. Dabei liegen nur Eltville, Geisenheim, Kiedrich, Lorch, Lorchhausen, Oestrich-Winkel, Rüdesheim und Walluf in der historischen Landschaft Rheingau. Frankfurt am Main, Flörsheim, Hochheim und Wiesbaden liegen östlich davon im Main-Taunusvorland bzw. Vordertaunus, und Felsberg liegt ganz weit von den genannten Kommunen entfernt im Edertal in Nordhessen.

### Klima
Das Klima im Rheingau ist sehr mild. Er liegt im Regenschatten der bewaldeten Höhen des von Südwesten nach Nordosten ausgerichteten Rheingaugebirges, eines Teils des Hohen Taunus. Die Wälder hemmen den Abfluss nächtlicher Kaltluft in die darunter gelegenen Weinberge. Weil der Rhein bis Rüdesheim nach Westen verläuft, gibt es im Rheingau vorwiegend Südhänge, die einer starken Sonneneinstrahlung ausgesetzt sind.
Im 30-jährigen Mittel (1981–2010) ergaben sich folgende Werte:
- Niederschläge: 590 mm in 12 Monaten, 360 mm in der Vegetationszeit (Messstelle Eltville)
- Sonnenscheinstunden: 1.649 Stunden in 12 Monaten, 1.299 Stunden in der Vegetationszeit (Messstelle Geisenheim)
- Mittlere Jahrestemperatur: 10,7 °C, 15,7 °C in der Vegetationszeit (Messstelle Eltville)

## Rebsorten

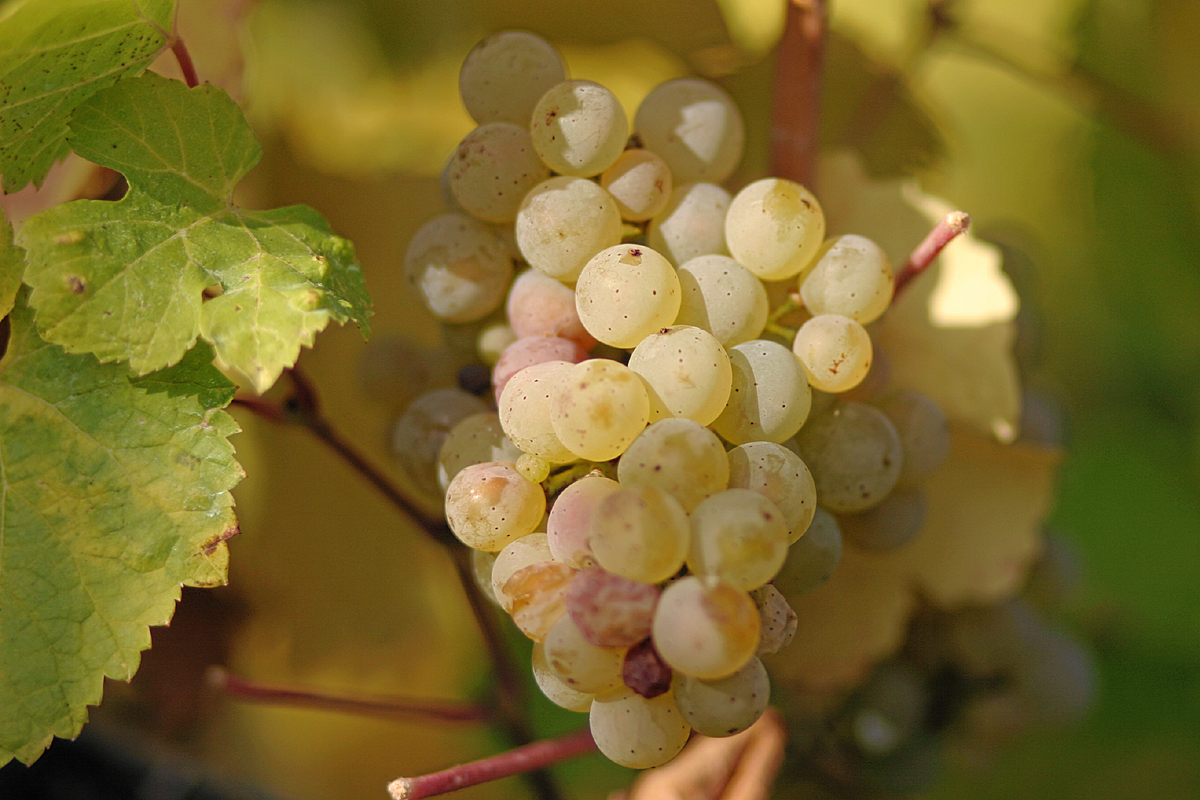
Die häufigste Rebsorte im Rheingau: der Riesling

Die bei weitem häufigste Rebsorte im Rheingau ist der Riesling (Weißwein). Er nimmt ca. 80 % der Anbaufläche und fast alle Spitzenlagen ein und besitzt eine sehr hohe Qualität. Eine Sonderstellung im Rheingau hat dabei der Weinort Assmannshausen. Hier wird auf 75 ha Spätburgunder (Rotwein) angebaut, womit dort die größte zusammenhängende Anbaufläche für Spätburgunder in Deutschland besteht.
Insgesamt ergibt sich folgende Verteilung:
- Riesling 78,0 %
- Spätburgunder 12,2 %
- Sonstige weiße Sorten 7,6 %
- Sonstige rote Sorten 2,2 %

Der Hektarhöchstertrag liegt gesetzlich geregelt bei ca. 100,0 hl/ha. In der Regel werden im Gebiets-Schnitt aber nur rund 67 hl/ha geerntet.
Der Rheingauer Wein braucht oft wegen seiner Säurestruktur und seiner Komplexität Lagerzeit zur Entwicklung der ihm eigenen geschmacklichen Eigenschaften. Je nach Jahrgang und Qualitätsstufe kann dies selbst bei trockenen Weinen zwei und mehr Jahre dauern. Der Trend geht zu Rieslingweinen, die mit Säurewerten von 6,5 bis knapp 8 g/l ausgebaut werden und so in den ersten beiden Jahren nach der Ernte am besten schmecken.

## Geschichte des Weinbaus im Rheingau

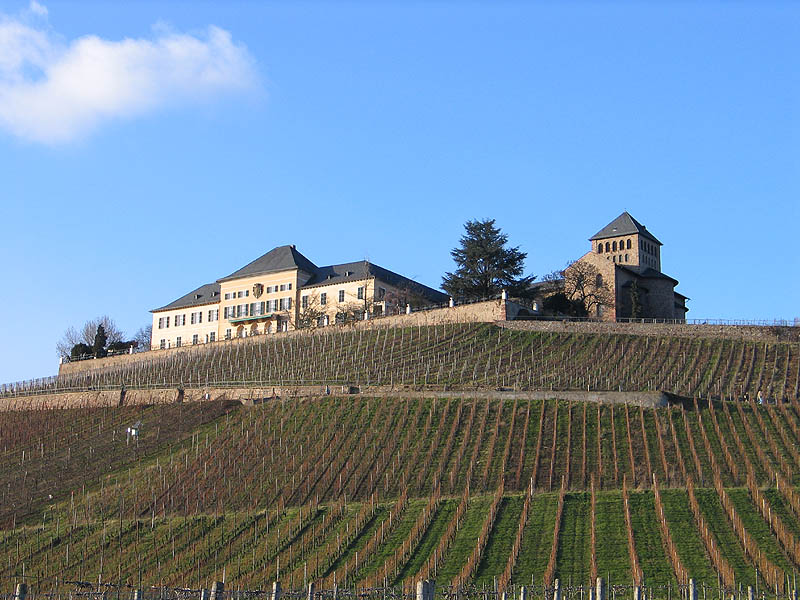
Schloss Johannisberg mit seinem Weinberg

Die Geschichte des Weinbaus am Rhein reicht bis in die Römerzeit zurück. Der „Weinkaiser“ Probus (* 232, † 282) regte in der Pfalz den Weinbau an. Jedoch schien dieser sich auf das linke Rheinufer zu beschränken. Im Rheingau gibt es keine konkreten Hinweise hierauf und allenfalls vereinzelte Funde römischer Werkzeuge und Gerätschaften für den Weinbau. Möglicherweise lag das an dem nahe gelegenen Limes, der nur wenige Kilometer nördlich durch den Taunus verlief. Während der Völkerwanderung geriet der Weinbau dann weitgehend in Vergessenheit.
Erst Karl der Große brachte neue Impulse. Der Legende nach blickte er von seiner Pfalz in Ingelheim über den Rhein und bemerkte, dass der Schnee am Johannisberg (Schloss Johannisberg) früher schmolz als anderswo. Er ordnete deshalb an, hier Reben anzubauen. Durch ihn wurden die Weinanbauflächen erheblich ausgedehnt. Der erste Weinbau auf dem Johannisberg ist aus dem Jahr 817 überliefert, in Walluf sogar bereits aus dem Jahr 779. Zunächst trug der Berg jedoch noch die Bezeichnung Bischofsberg, welche vermutlich auf den Gelehrten Rabanus Maurus zurückgeht, der sich während seiner Zeit als Mainzer Erzbischof um 850 öfter im Rheingau aufhielt und auch dort starb. Durch eine Schenkung Kaiser Ottos II., welche als Veroneser Schenkung in die Geschichte einging, erlangte der Mainzer Erzbischof Willigis Lehensrechte im Rheingau. Im Jahr 1100 ging er an die Benediktinermönche des Stiftes St. Alban vor Mainz über, die hier ein Kloster gründeten. Die Abteikirche wurde im Jahr 1130 Johannes dem Täufer geweiht, was zur Umbenennung in Johannisberg führte.
Um diese Zeit erreichte der Weinbau in Deutschland einen Höhepunkt: Die Rebfläche war mit ca. 300.000 ha etwa dreimal so groß wie heute. An der Durchführung und Weiterentwicklung waren vor allem die Klöster beteiligt. Neben den Benediktinermönchen von Kloster Johannisberg waren dies im Rheingau besonders die Zisterzienser aus dem Kloster Eberbach, welches sich in den nächsten Jahrhunderten zu einem Zentrum des Weinbaus entwickelte. Ihr Weinhandel war hauptsächlich rheinabwärts gerichtet und florierte dank umfänglicher Zollbefreiungen der Grafen von Katzenelnbogen, die Kloster Eberbach zu ihrem Hauskloster machten. Während in Frankfurt Verbote für das Neuanlegen von Weinbergen erlassen wurden und die Herren in Mainz die Erträge ihrer Weinberge im Rheingau durch ein Gebot einschränkten, nur noch frenschen (guten und ertragreichen roten) Wein anbauen zu lassen, pflanzte Graf Johann von Katzenelnbogen im nahegelegenen Rüsselsheim eine neue weiße Rebsorte, den Riesling, an. Sein Besitz umfasste neben zahlreichen Weinbergen vom Neckar bis zur Mosel auch Weinberge in Rüdesheim am Rhein. In seinen Lehnsbriefen werden neben Weinbergen um die Stadt auch ein Weinberg im Geisenheimer Feld von 1346 erwähnt. In diesem Zeitraum des Spätmittelalters, einer Blütezeit der Entdeckungen von Wissenschaft und Kunst, aber auch der Dekadenz des geistlichen und weltlichen Fürstenstandes, entstand ein gesteigertes Bedürfnis an erlesenen Getränken. Während die Preise von Malvasier und anderen alkoholreichen Weinen aus dem Mittelmeerraum die lokalen Weine um das Vier- bis Fünffache übertrafen und Bier dem Wein starke Konkurrenz machte, löste der sortenreine Satz den traditionellen Gemischten Satz ab, was ein Aufkommen von Ersterwähnungen von Rebsorten nach dem Riesling u. a. in Hattenheim 1470 mit der Rebsorte Klebrot (Spätburgunder) oder 1476 der Rebsorte Grobrot in Kloster Eberbach bezeugt. Allerdings scheint auch der Begriff Rheingauer Wein schon ein geschätztes Qualitätsmerkmal gewesen zu sein, da Graf Philipp von Katzenelnbogen-Diez 1475 seinen Amtmann als Entlohnung zwischen Rheingauer und Bergsträßer Wein wählen ließ. Die Wirren der Reformation, in der auch die neugewonnenen Erkenntnisse verfielen, hemmten eine äußerst fruchtbare Entwicklung auf lange Zeit.

## Entdeckungen und Neuzüchtungen im Rheingau

### Entstehung der Spätlese und Entdeckung der Edelfäule

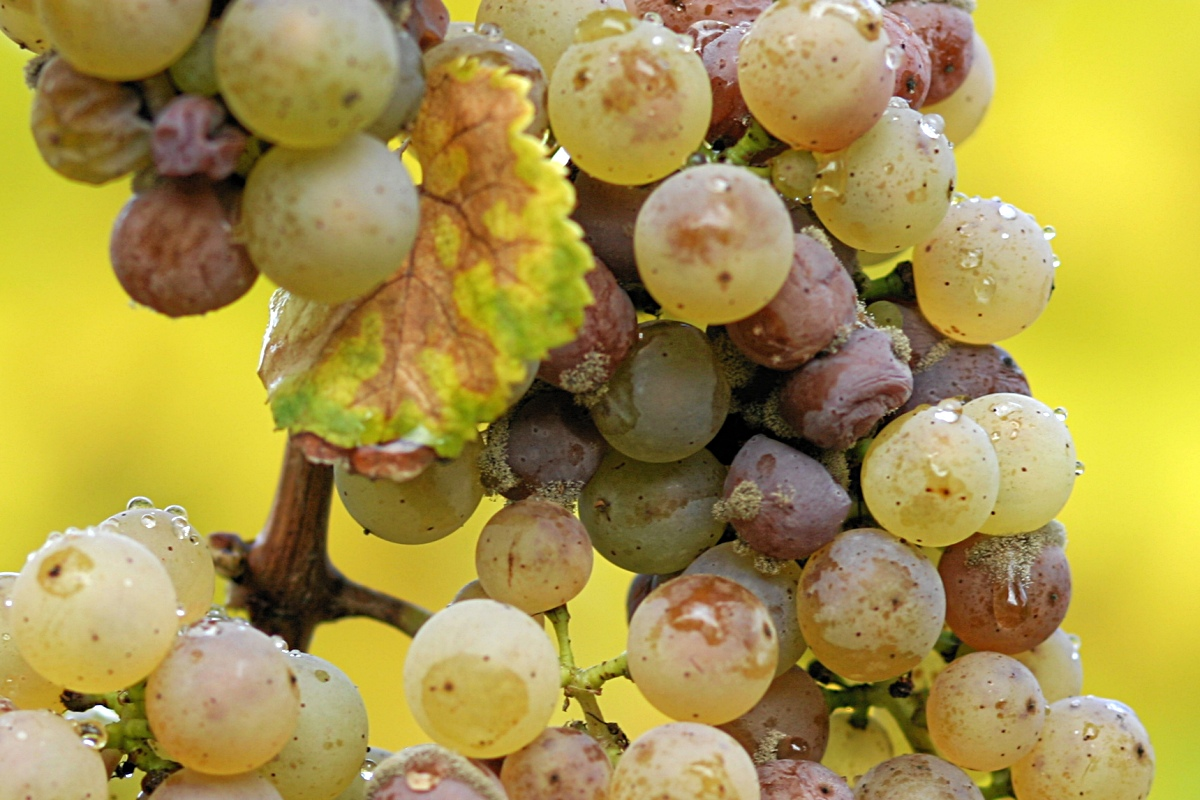
Edelfäule beim Riesling

Bis ins 18. Jahrhundert war ein spätes Lesen in solch nördlichen Breitengraden wie im Rheingau nicht üblich, da die Winzer einen Fäulnisbefall der Trauben befürchteten. Die Zeit der Lese war deshalb auch von den Gemeinden vorgeschrieben.
Eine Ausnahme bildete das Schloss Johannisberg, welches dem Fürstbischof von Fulda gehörte. Bevor der Johannisberger Kellermeister alljährlich mit der Lese beginnen konnte, musste er zuerst die Erlaubnis aus Fulda einholen. Im Jahr 1775 verspätete sich jedoch der reitende Bote um 14 Tage. Über die Gründe gibt es mehrere Versionen; eine besagt, der Fürstbischof sei aufgrund eines Jagdausflugs nicht erreichbar gewesen, eine andere, dass der Bote von Räubern aufgehalten worden sei. Jedenfalls mussten die Mönche vom Kloster Johannisberg mit ansehen, wie ihre Reben von Fäulnis befallen wurden und zu schrumpfen anfingen. Geerntet wurde schließlich nach Eintreffen der Erlaubnis trotzdem, und wie sich zeigte, entstand zum Erstaunen der Kellermeister ein außergewöhnlich guter Wein. Durch dieses für den Weinbau epochale Ereignis war die Spätlese entdeckt und mit ihr die Tatsache, dass Wein aus edelfaulen Trauben von besonderer Güte sein kann. Diese Edelfäule war fortan verantwortlich für Raritäten mit Prädikatsbezeichnungen wie der Auslese, der Beerenauslese und der Trockenbeerenauslese.
Erstmals seit dem Jahrgang 1999 gibt es nur im Rheingau Weine aus wissenschaftlich klassifizierten Lagen, welche die Bezeichnung Erstes Gewächs tragen. Denn nur auf klimatisch begünstigten Standorten und besten Böden (Terroir) kann ein Wein von ganz besonderer Güte wachsen, dessen unverwechselbarer Bodencharakter im Vordergrund steht und sich im Weingenuss widerspiegelt.

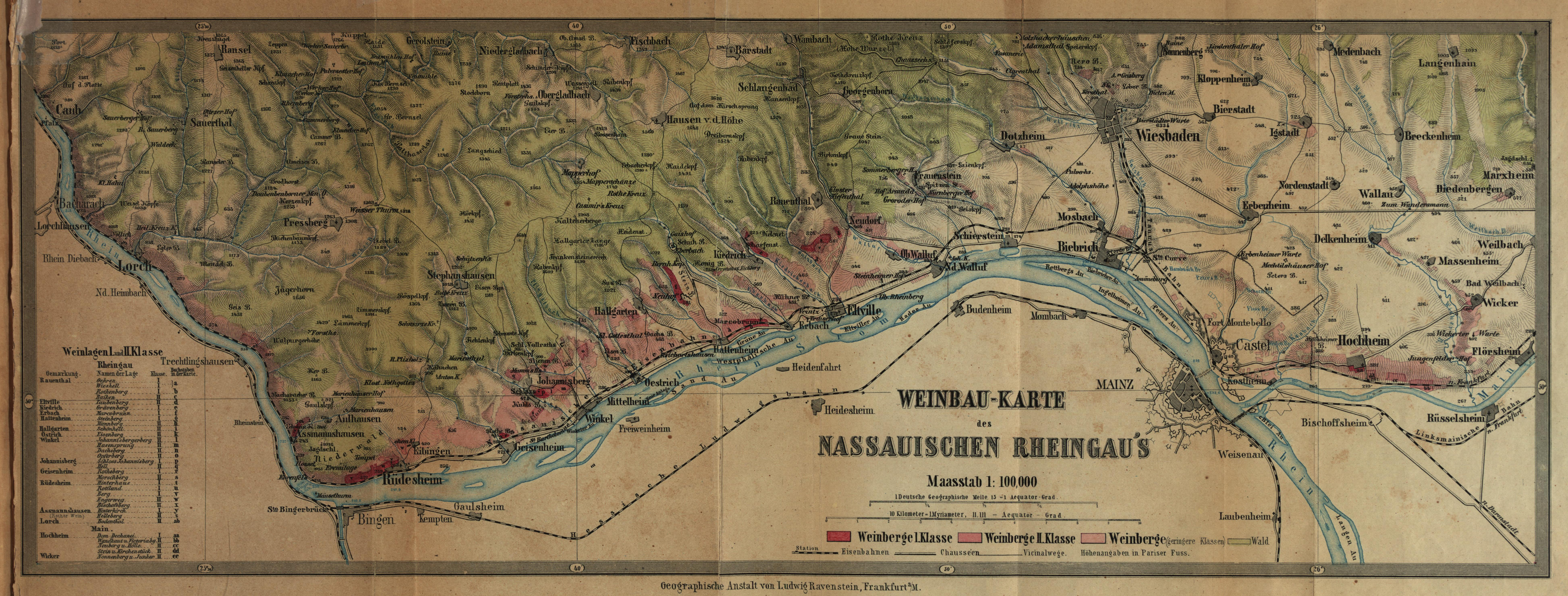
Weinbaukarte des nassauischen Rheingaus

Im Jahr 2011 wurde entdeckt, dass die Lagenklassifizierung im Rheingau schon eine 150-jährige Geschichte hat. Das 1867 von Friedrich Wilhelm Dünkelberg herausgegebene Werk Der nassauische Weinbau enthält eine Weinbau-Karte des nassauischen Rheingaus, in der alle damals vorhandenen Rebflächen farblich markiert sind, und zwar in drei verschiedenen Rottönen die Weinberge I. Klasse, die Weinberge II. Klasse und die übrigen Weinberge.
Zu den Weinbergen I. Klasse wurden im Jahr 1867 nur dreizehn Lagen in neun Gemarkungen gezählt:
| Gemarkung      | Namen der Lage               |
| -------------- | ---------------------------- |
| Rauenthal      | Gehren, Wieshell, Rothenberg |
| Kiedrich       | Gräfenberg                   |
| Erbach         | Marcobrunn                   |
| Hattenheim     | Steinberg                    |
| Johannisberg   | Schloss Johannisberg         |
| Geisenheim     | Rotheberg                    |
| Rüdesheim      | Hinterhaus, Rottland, Berg   |
| Assmannshausen | Hinterkirch (Rother Wein)    |
| Hochheim       | Dom-Dechanei                 |

Nebenbei lässt die Karte erkennen, dass sich der Bestand an Rebflächen seit 1867, besonders in der zweiten Hälfte des 20. Jahrhunderts, erkennbar verändert hat. Im 19. Jahrhundert zog sich der Steillagenweinbau noch ununterbrochen am Rhein entlang von Rüdesheim bis Kaub. Nur dort, wo nach einer Flurbereinigung die Steillagen durch Fahrwege erschlossen werden konnten, hat sich der Weinbau seitdem halten können. Andererseits wechselten früher im oberen und mittleren Rheingau von Geisenheim bis Niederwalluf die Rebflächen viel stärker mit anderen landwirtschaftlichen Nutzungen ab. Der Weinbau hat sich hier seitdem stärker ausgebreitet. Weiter östlich hingegen gab es einige Weinorte, in denen der Weinbau inzwischen aufgegeben wurde oder zurückgegangen ist. So zog sich die Weinlage am Wiesbadener Neroberg früher bis hinunter ins Nerotal, und es gab weitere Weinberge im Dambachtal. In Biebrich gab es einen Weinberg, an den heute nur noch die Wingertstraße mit ihrem Namen erinnert. Auch in Castel und Amöneburg wurde Weinbau betrieben. Aufgegeben wurden die früheren Rebflächen in Igstadt, Wallau und Diedenbergen. Weiter ausgedehnt waren früher die Rebflächen in Delkenheim. Und viel mehr Weinbau gab es auch südlich von Wicker entlang des Wickerbachs in der Gemarkung von Flörsheim, an den heute nur noch die mit 0,9 ha kleinste Rheingauer Einzellage St. Anna Kapelle oberhalb der Wiesenmühle (in der Karte: Jungenfelder Hof) erinnert.

### Neuzüchtungen

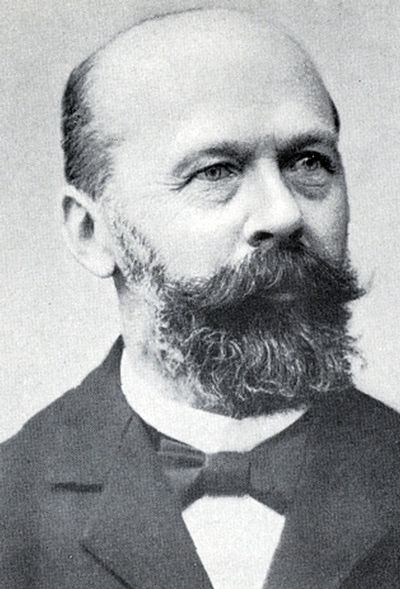
Hermann Müller: Züchter der nach ihm benannten Rebsorte Müller-Thurgau

In Geisenheim wurde 1872 die Königlich Preußische Lehranstalt für Obst- und Weinbau gegründet, welche sich heute Forschungsanstalt für Garten- und Weinbau nennt und seit 1972 im Rahmen des Weinbau- und Önologiestudiums eng mit der Fachhochschule Wiesbaden, Fachbereich Geisenheim, kooperierte. 2013 entstand daraus eine Hochschule neuen Typs, die eigenständige Hochschule Geisenheim. In der Forschungsanstalt wurden zahlreiche Entdeckungen auf dem Gebiet des Weinbaus gemacht.
Im Jahre 1882 züchtete der Botaniker, Biologe, Züchter und Dozent Hermann Müller, welcher aus dem schweizerischen Thurgau stammte, hier die nach ihm benannte neue Rebsorte Müller-Thurgau. Dieser ist heute nach dem Riesling die zweithäufigste Sorte in Deutschland und gilt weltweit als sehr erfolgreiche Züchtung, da er geringe Anforderungen an Boden und Klima stellt, früh reift und gute Erträge bringt. Nach neueren Erkenntnissen ist er allerdings entgegen der weitverbreiteten Meinung keine Kreuzung aus Riesling und Silvaner, wie der synonyme Name Rivaner suggeriert. Vielmehr war sich Müller selbst nicht mehr sicher, welche Eltern-Reben er verwendet hatte, Silvaner konnte aber durch Untersuchungen ausgeschlossen werden. Aufgrund gentechnischer Untersuchungen seit 1998 stellte sich heraus, dass es sich tatsächlich jedoch um eine Kreuzung der Sorten Riesling (Mutter) und Madeleine Royale (Vater) handelt.
Der spätere Leiter der Forschungsanstalt, Heinrich Birk, züchtete ebenfalls mehrere Rebsorten. Zu den bekanntesten zählen der Ehrenfelser, eine 1929 entstandene Kreuzung aus Riesling und Silvaner, die nach der Burg Ehrenfels bei Rüdesheim benannt ist, sowie der Rotberger von 1928, der Schönburger von 1939 und der nach der Burg Reichenstein bei Bingen am Rhein benannte Reichensteiner (1939).

## Weinlagen und Weingüter

### Allgemeines
Im Rheingau gibt es unterschiedliche Böden. In den höheren Lagen finden sich leichte Verwitterungsböden. In der Nähe der Talsohle des Rheins gehen diese zunehmend in Löss, Lehm und Ton über. Geschmack und Charakter des Weines bestimmen sich aus der angetroffenen Bodenart, ihrer Wasserdurchlässigkeit und Farbe. Diese Kriterien haben nicht nur Einfluss auf das Wachstum der Rebe, sondern auch auf dessen Wärmezufuhr (feucht und hell = kalt, trocken und dunkel = warm). Es sind vier Hauptbodengruppen anzutreffen: Vulkanböden, auf denen füllige, gehaltvolle, feurige Weine wachsen; Schieferböden, die feinrassige, pikante, spritzige Weine ergeben; Keuper- und Muschelkalkböden, die herzhafte, kräftige Weine entstehen lassen; schließlich Löss- und Lehmböden, die gehaltvolle, bukettreiche Weine hervorbringen. Hinzu kommt, dass steilere und höher gelegene Lagen mehr Sonnenschein erhalten, da der Dunst, der sich in Rheinnähe bildet, hier weniger stark ist. Weiter oben gibt es auch kühleren Wind, weshalb dort vermehrt Riesling neu angebaut wird, um die Folgen der globalen Erwärmung für den Weinbau abzumildern.
Im Jahr 2023 waren mit 830 ha fast 25 % der hessischen Rebfläche ökozertifiziert.
Das gesamte Anbaugebiet ist in zehn Großlagen und 119 Einzellagen unterteilt.

### Großlagen, Weinorte und Einzellagen
In der nachfolgenden Übersicht werden Rheingauer Weinorte und bekannte Einzellagen den in alphabetischer Reihenfolge dargestellten Großlagen zugeordnet.
| Großlagen     | Weinorte                                                                              | Einzellagen |
| ------------- | ------------------------------------------------------------------------------------- | --- |
| Burgweg       | Lorchhausen, Lorch, Rüdesheim, Geisenheim                                             | Pfaffenwies; Rüdesheimer Berg Roseneck, Rottland und Schlossberg, Bischofsberg, Drachenstein, Magdalenenkreuz; Mäuerchen, Mönchspfad, Rothenberg |
| Daubhaus      | Kostheim, Hochheim, Flörsheim am Main, Wicker, Massenheim                             | Weißerd, Domdechaney, Hölle, Kirchenstück, Königin-Viktoria-Berg, Nonnberg, König-Wilhelmsberg                                                   |
| Deutelsberg   | Hattenheim                                                                            | Pfaffenberg, Steinberg, Engelmannsberg, Hassel, Heiligenberg, Mannberg, Nußbrunnen, Rheingarten, Schützenhaus, Wisselbrunnen                     |
| Erntebringer  | Geisenheim, Johannisberg, Winkel, Mittelheim                                          | Schloss Johannisberg, Goldatzel, Hansenberg, Klaus, Vogelsang, Dachsberg, Hasensprung, Jesuitengarten, Schloss Vollrads, Edelmann                |
| Gottesthal    | Oestrich                                                                              | Doosberg, Klosterberg, Lenchen, Schloss Reichartshausen                                                                                          |
| Heiligenstock | Kiedrich                                                                              | Gräfenberg, Klosterberg, Sandgrub, Wasseros |
| Honigberg     | Erbach                                                                                | Hohenrain, Honigberg, Marcobrunn, Michelmark, Rheinhell, Schlossberg, Siegelsberg, Steinmorgen                                                   |
| Mehrhölzchen  | Hallgarten                                                                            | Hendelberg, Jungfer, Schönhell, Würzgarten |
| Steil         | Assmannshausen                                                                        | Frankenthal, Hinterkirch, Höllenberg |
| Steinmächer   | Eltville am Rhein, Rauenthal, Martinsthal, Walluf, Schierstein, Frauenstein, Dotzheim | Taubenberg, Sonnenberg; Baiken, Gehrn, Rothenberg, Wülfen; Rödchen, Wildsau; Berg-Bildstock, Vitusberg; Dachsberg; Herrnberg; Judenkirch         |

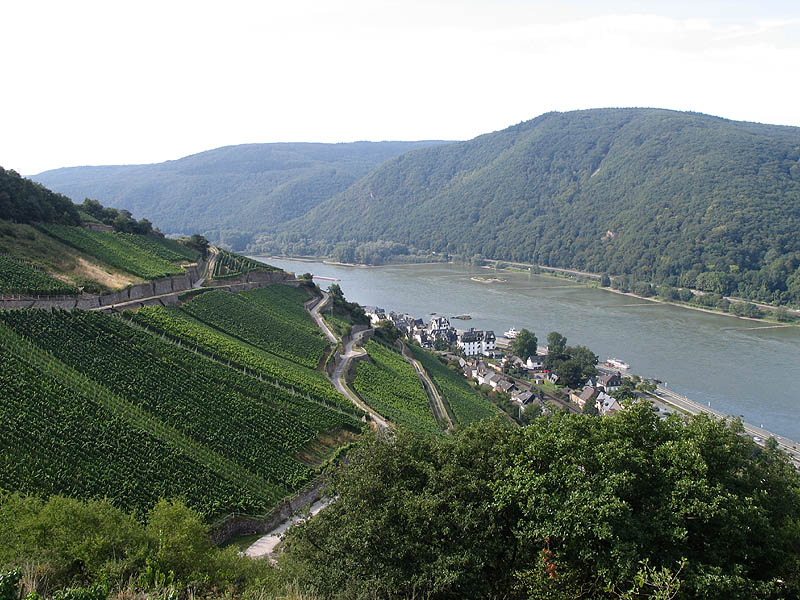
Assmannshäuser Höllenberg, bekannt für seinen Spätburgunder

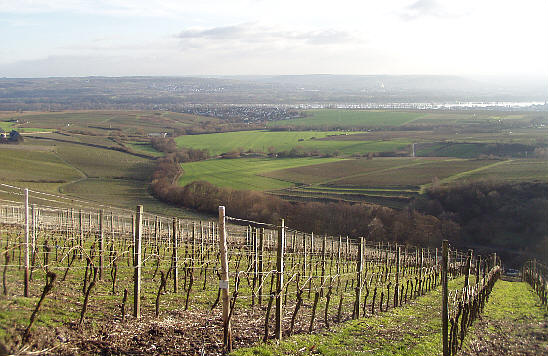
Der von den Zisterziensern angelegte Steinberg in Hattenheim

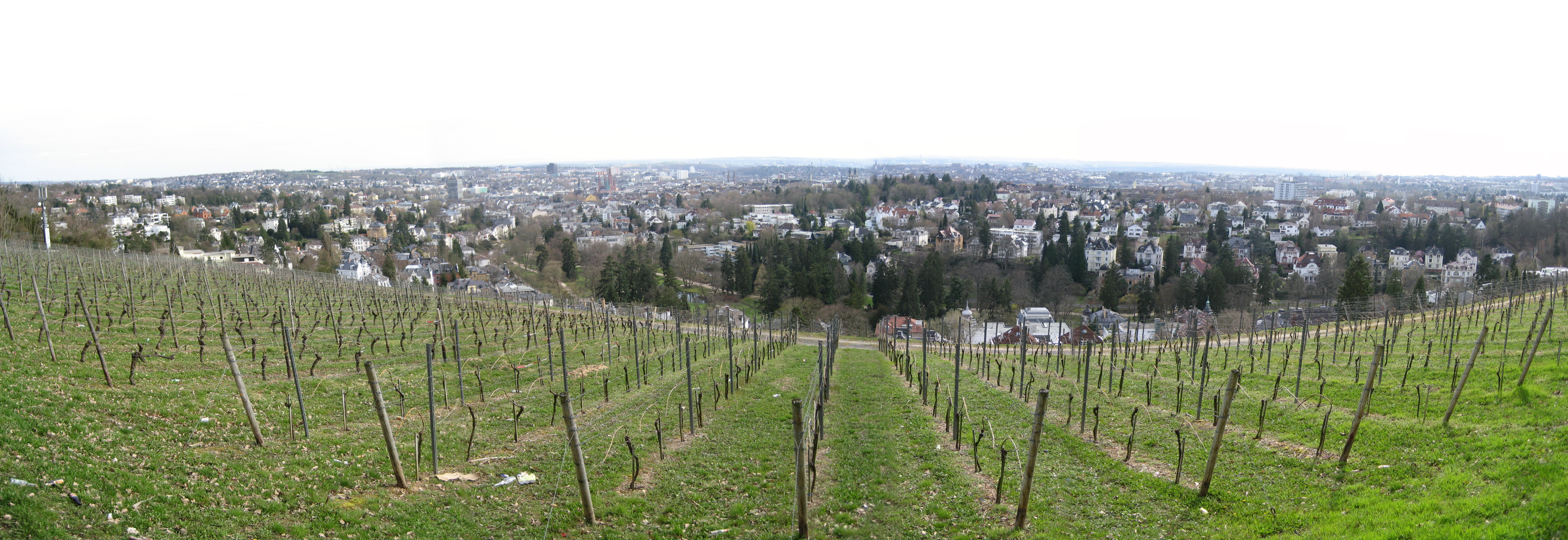
Weinlage am Wiesbadener Neroberg

Großlagenfrei ist der Wiesbadener Neroberg. Der Lohrberger Hang in Frankfurt sowie der Böddiger Berg in Felsberg (Schwalm-Eder-Kreis) zählen darüber hinaus ebenfalls zum Weinbaugebiet Rheingau, obwohl sie geographisch nicht dazu gehören.
Alle Rebflächen sind bei dem Regierungspräsidium Darmstadt in einer Weinbergrolle verzeichnet. Das Verzeichnis enthält Karten, in die die Lagen eingezeichnet sind. Über Anträge auf Eintragungen in die Weinbergrolle sowie über Anträge auf Änderungen und Löschungen wird nach Anhörung eines Sachverständigenausschusses entschieden. Der Ausschuss äußert sich insbesondere über wirtschaftlich sinnvolle, aber die standortgebundene Eigenart wahrende Abgrenzungen der Lagen und Bereiche. Anträge auf Eintragung, Änderung und Löschung einer Lage einschließlich der Feststellung und Festsetzung der Lagenamen sind von der Gemeinde zu stellen, in deren Gebiet die Rebflächen belegen sind. Das Weinbau-Dezernat des Regierungspräsidiums Darmstadt mit Sitz in Eltville ist zuständig für alles, was mit Reben und Wein in Hessen zusammenhängt. Die Administration reicht von hoheitlichen Aufgaben wie der Erteilung von Prüfnummern für Wein, Sekt, Perlwein und Branntwein bis zur Beratung und Fortbildung aller hessischen Winzer.
Für das vollständige Verzeichnis der Lagen siehe Liste der Weinlagen im Rheingau.

### Weingüter und Weinvermarktung

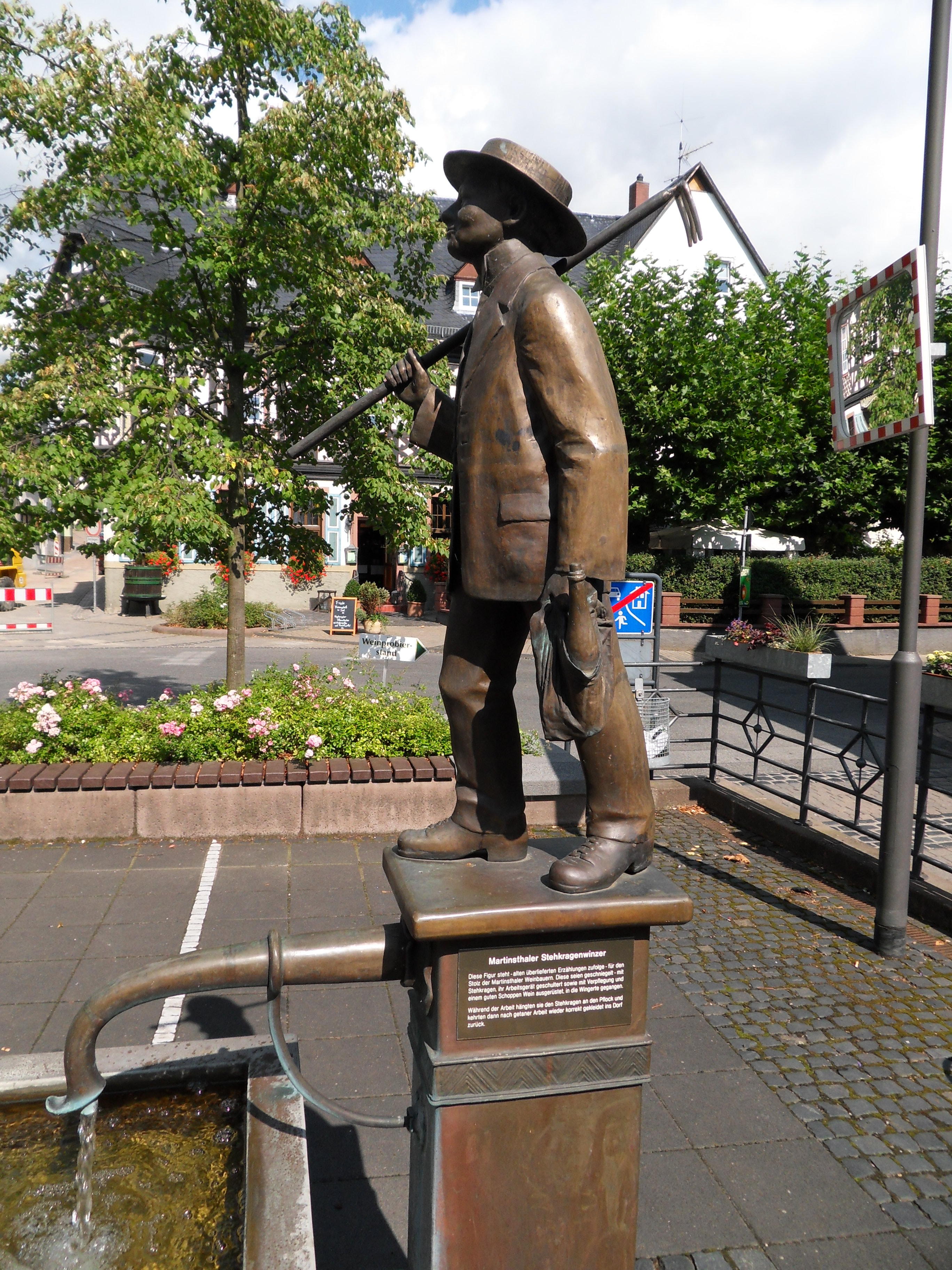
Der Winzerbrunnen mit dem Stehkragenwinzer in Martinsthal

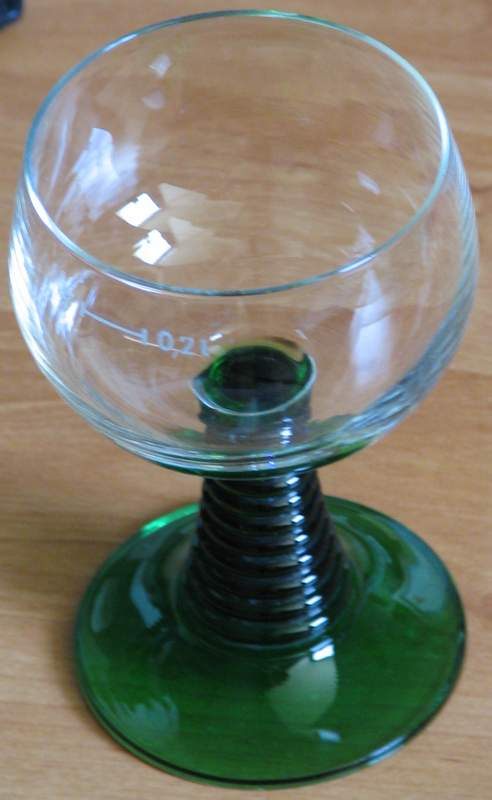
Klassische Form des Rheingauer Römers, wie er überwiegend bis in die 1990er Jahre im Rheingau zum Ausschank von Wein verwendet wurde

Von den 587 Weinbaubetrieben im Rheingau zählen 485 zu den Selbstvermarktern von Most, Fasswein und Flaschenwein. 294 dieser Betriebe bewirtschaften eine Rebfläche von mehr als 1 ha. Unter diesen wiederum verfügen 75 Weingüter über jeweils mehr als 10 ha und damit zusammen über mehr als die Hälfte aller Rebflächen des Rheingaus. Das größte Rheingauer Weingut sind die Hessischen Staatsweingüter. Die 102 nicht selbst vermarktenden Betriebe sind mit 138 ha Rebfläche in Winzergenossenschaften organisiert. Neben der Gebietswinzergenossenschaft Weinland Rheingau sind dies die drei Ortswinzergenossenschaften in (von West nach Ost) Hallgarten, Erbach, Rauenthal und Frauenstein. 42 der renommiertesten Rheingauer Weingüter waren nach dem Stand von 2010 im Verband Deutscher Prädikatsweingüter (VDP) organisiert. Damit ist der VDP Rheingau der mitgliederstärkste Regionalverein des VDP.
Viele der Weingüter haben eine lange Tradition. So setzen die Staatsweingüter die Arbeit der Mönche von Kloster Eberbach fort. Der Ursprung des Weingutes Baron von Knyphausen lässt sich als Draiser Hof und als Teil des Klosters Eberbach auf das Jahr 1141 zurückverfolgen. Schloss Vollrads in Winkel nimmt gar den Superlativ Ältestes Weingut Deutschlands für sich in Anspruch.
Um sich bei der Vermarktung von den Erzeugnissen anderer Anbaugebiete deutlich erkennbar abzuheben, propagiert der Rheingauer Weinbauverband die Verwendung der Rheingauer Flöte als besondere Flaschenform. Auch eine besondere Form des Weinglases wurde kreiert und hat den traditionellen Rheingauer Römer abgelöst. Das neue Glas hat einen langen schlanken Stiel, der in Farbe und Form das kantig-dunkle Erscheinungsbild der Weinflasche aufnimmt. Auch der Weinkelch ist hoch und schlank. Dieses Glas wird seit 2009 nicht mehr produziert. Der Kelchrand befindet sich im Gegensatz zu früher weit über dem Eichstrich, wodurch es teuer würde, wie früher in den Weinlokalen der Region üblich und von den Gästen erwartet, bis zum Glasrand und darüber hinaus („mit Berg“) einzuschenken.

## Würdigungen und Zitate
- Die Rebsorte Silvaner heißt vor allem in der Schweiz nach der Rheingauer Weinlage auch „Johannisberger“.
- Das Synonym für deutschen Wein im englischsprachigen Raum ist Hock, abgeleitet von der Stadt Hochheim am Main. Ein englischer Ausspruch lautet: „A good Hock keeps away the doc!“
- Ein Zitat von Heinrich Heine lautet: „Mon dieu, wenn ich doch so viel Glauben in mir hätte, dass ich Berge versetzen könnte, der Johannisberg wäre just derjenige Berg, den ich mir überall nachkommen ließe.“

## Weinköniginnen
In jedem Rheingauer Weinort, auch in jedem Ortsteil, gibt es eine Ortsweinkönigin. Martinsthal macht bereits zum zweiten Mal eine Ausnahme und lässt den Wein des Ortes durch einen Bacchus repräsentieren. Aus dem Kreis dieser Weinmajestäten stammen die Kandidatinnen für die Kür der Rheingauer Weinkönigin und ihrer Prinzessinnen.
Die letzten Weinköniginnen waren
- Simone Wagner, Erbach (2001/2002), deutsche Weinprinzessin 2002/2003
- Elena Wagner, Eltville-Rauenthal (2002/2003)
- Nadine Jäger, Rüdesheim (2003/2004), deutsche Weinprinzessin 2004/2005
- Daniela Wendling, Oestrich-Winkel (2004/2005)
- Sabrina Klassen, Lorch (2005/2006)
- Maresa Breuer, Rüdesheim (2006/2007)
- Michaela Hans, Johannisberg (2007/2008)
- Anna-Maria Mucke, Eltville (2008/2009)
- Sarah Alt, Hallgarten (2009/2010)
- Madeleine Rossel, Eltville (2010/2011)
- Elena Benischke, Martinsthal (2011/2012)
- Sabine Wagner, Hochheim (2012/2013)
- Katharina Fladung
- Louisa Follrich
- Stephanie Kopietz, Mainz-Kostheim (2016/2017)
- Tatjana Schmidt, Walluf (2017/2018)
- Katharina Bausch, Hattenheim (2018/2019)
- Valerie Gorgus, Hattenheim (2019/2020)

Die Rheingauer Weinkönigin Ulrike Neradt aus Martinsthal, die als Ulrike Seyffardt 1972 zur Deutschen Weinkönigin gewählt worden war, wurde durch ihre Tätigkeit als Fernsehmoderatorin deutschlandweit bekannt.